# Selecció femenina de futbol de França
La selecció femenina de futbol de França representa al país a les competicions de seleccions de futbol femení. Ha estat activa entre 1920 i 1932 i des de 1971 fins a l'actualitat. Els seus majors èxits són una 4a posició al Mundial 2011 i una altra als Jocs Olímpics de Londres.

## Última convocatòria
- Convocatòria per als Jocs Olímpics 2016

| Porteres                       | Defenses | Migcampistes                                                                   | Davanteres                                                        |
| ------------------------------ | --- | ------------------------------------------------------------------------------ | ----------------------------------------------------------------- |
| Sarah Bouhaddi Méline Gérard 0 | Sabrina Delannoy Kheira Hamraoui Amandine Henry Jessica Houara Sakina Karchaoui Amel Majri Griedge Mbock-Bathy Wendie Renard | Camille Abily Élise Bussaglia Kadidiatou Diani Kheira Hamraoui Élodie Thomis 0 | Marie-Laure Delie Claire Lavogez Eugénie Le Sommer Louisa Necib 0 |

### Jugadores per club
| Olympique Lió                                                  | Abily - Bouhaddi - Gérard - Lavogez - Le Sommer - Majri - Mbock-Bathy - Necib - Renard - Thomis |
| Paris Saint-Germain                                            | Delannoy - Delie - Hamraoui - Houara                                                            |
| FCF Juvisy · Montpellier HSC · Portland Thorns · VfL Wolfsburg | Diani Karchaoui Henry Bussaglia                                                                 |

## Trajectòria
¹ Fase de grups. Selecció eliminada mitjor possicionada en cas de classificació, o selecció classifica pitjor possicionada en cas d'eliminació.
| JOCS OLÍMPICS | JOCS OLÍMPICS   | JOCS OLÍMPICS | JOCS OLÍMPICS    | JOCS OLÍMPICS    | JOCS OLÍMPICS   | JOCS OLÍMPICS | JOCS OLÍMPICS  | JOCS OLÍMPICS | JOCS OLÍMPICS |
| Edició        | Classificació   | Classificació | Fase final       | Fase final       | Fase final      | Fase final    | Fase final     |               |               |
| Edició        | Fase regular    | Play-offs     | Setzens de final | Vuitens de final | Quarts de final | Semifinals    | Final / Bronze |               |               |
| ------------- | --------------- | ------------- | ---------------- | ---------------- | --------------- | ------------- | -------------- | ------------- | ------------- |
| 1996          | Mundial 1995    |               |                  |                  |                 |               |                |               |               |
| 2000          | Mundial 1999    |               |                  |                  |                 |               |                |               |               |
| 2004          | Mundial 2003    |               |                  |                  |                 |               |                |               |               |
| 2008          | Mundial 2007    |               |                  |                  |                 |               |                |               |               |
| 2012          | Mundial 2011    |               |                  | Corea Nord ¹     | Suècia          | Japó          | Canadà         |               |               |
| 2016          | Mundial 2015    |               |                  | Nova Zelanda ¹   | Canadà          |               |                |               |               |
| MUNDIAL       |                 |               |                  |                  |                 |               |                |               |               |
| Edició        | Classificació   | Classificació | Fase final       | Fase final       | Fase final      | Fase final    | Fase final     |               |               |
| Edició        | Fase regular    | Play-offs     | Setzens de final | Vuitens de final | Quarts de final | Semifinals    | Final / Bronze |               |               |
| 1991          | Eurocopa 1991   |               |                  |                  |                 |               |                |               |               |
| 1995          | Eurocopa 1995   |               |                  |                  |                 |               |                |               |               |
| 1999          | Finlàndia ¹     |               |                  |                  |                 |               |                |               |               |
| 2003          | Ucraïna ¹       | Dinamarca     |                  | Noruega          |                 |               |                |               |               |
| 2007          | Anglaterra ¹    |               |                  |                  |                 |               |                |               |               |
| 2011          | Islàndia ¹      | Itàlia        |                  | Nigèria          | Anglaterra      | Estats Units  | Suècia         |               |               |
| 2015          | Austria ¹       |               | Mèxic ¹          | Corea Sud        | Alemanya        |               |                |               |               |
| EUROCOPA      |                 |               |                  |                  |                 |               |                |               |               |
| Edició        | Classificació   | Classificació | Fase final       | Fase final       | Fase final      | Fase final    | Fase final     |               |               |
| Edició        | Fase regular    | Play-offs     | Setzens de final | Vuitens de final | Quarts de final | Semifinals    | Final / Bronze |               |               |
| 1984          | Itàlia ¹        |               |                  |                  |                 |               |                |               |               |
| 1987          | Suècia ¹        |               |                  |                  |                 |               |                |               |               |
| 1989          | Bèlgica ¹       | Itàlia        |                  |                  |                 |               |                |               |               |
| 1991          | Suècia ¹        |               |                  |                  |                 |               |                |               |               |
| 1993          | Dinamarca ¹     |               |                  |                  |                 |               |                |               |               |
| 1995          | Itàlia ¹        |               |                  |                  |                 |               |                |               |               |
| 1997          | Països Baixos ¹ | Finlàndia     |                  |                  | Espanya ¹       |               |                |               |               |
| 2001          | Països Baixos ¹ |               |                  |                  | Noruega ¹       |               |                |               |               |
| 2005          | Hongria ¹       |               |                  |                  | Noruega ¹       |               |                |               |               |
| 2009          | Sèrbia ¹        |               |                  | Islàndia ¹       | Països Baixos   |               |                |               |               |
| 2013          | Gal·les ¹       |               |                  | Rússia ¹         | Dinamarca       |               |                |               |               |
| 2017          |                 |               |                  |                  |                 |               |                |               |               |